# Desa Klepek (administrativ by i Indonesien, lat -7,65, long 112,15)
Desa Klepek är en administrativ by i Indonesien.   Den ligger i provinsen Jawa Timur, i den västra delen av landet, 600 km öster om huvudstaden Jakarta.